# Nyå
Nyå er et vandløb, der går fra Skjern Ås højre side ca. 5 km vest for Skjern. Nyå løber herfra mod nordvest, nord om Tanholm og Fuglsand, og ud i Ringkøbing Fjord ca. 1½ km nord for Skjern Ås munding.
|  | Denne artikel om lokaliteten Nyå kan blive bedre, hvis der indsættes et (bedre) billede. Du kan hjælpe ved at afsøge Wikimedia Commons for et passende billede eller lægge et op på Wikimedia Commons med en af de tilladte licenser og indsætte det i artiklen. |

55°55′34″N 8°23′31″Ø / 55.9261162°N 8.3918747°Ø